# Papyrus Berlin 17212
Der Papyrus Berlin 17212 (Nr. 837 nach Rahlfs) sind fünf Fragmente eines Papyruskodex aus dem 3. Jahrhundert. Sie enthalten Teile aus dem Buch Jeremia 2 und 3 in griechischer Sprache (Septuaginta).
Die Nomina sacra sind abgekürzt. Es sind Anmerkungen in kleiner Schrift mit verblasster Tinte am Rand der Fragmente a und d erhalten.
Die Fragmente befinden sich heute im Ägyptischen Museum in Berlin, Signatur P. 17212.